# کافشان
کافشان، روستایی از توابع بخش مرکزی شهرستان فلاورجان در استان اصفهان ایران است.وجه تسمیه کافشان به معنی کِه افشان که همان واژه کافشان است به معنی جایی که محل گذر قنات و کاریز(کِی) و خندق می باشد.و محلی که در گذشته محل کشت گندم و انباشت کاه بوده. به روایت گذشتگان  گل کشه یا گلرنگ در این محل کشت می شده .کافشان روستای قدیمی در توابع اصفهان است که قبلاً ارمنی نشین بوده و بعدا مسلمانان آنجا آمده آمد از این حیث اسم روستا در موزه کلیسای وانک آمده است

## جمعیت
این روستا در بخش مرکزی شهرستان فلاورجان  قرار دارد و براساس سرشماری مرکز آمار ایران در سال ۱۳۸۵، جمعیت آن ۱٬۶۵۵ نفر (۴۴۳خانوار) بوده‌است.

## محصولاتکشاورزی
از جمله محصولات کشاورزی این روستا گوجه، کلم، سیب زمینی، گندم و... همچنین در گذشته  بخاطر دارا بودن منابع آب کافی در روستا برنج نیز کشت می شده‌است.
کافشان
لغت نامه دهخدا
کافشان . [ ف ُ ] (اِخ ) دهی از دهستان اشترجان بخش فلاورجان شهرستان اصفهان که در 2هزارگزی شمال فلاورجان و 2هزارگزی راه شهرکرد به اصفهان واقع شده‌است . جلگه ای و آب و هوایش معتدل است . 527 تن سکنه دارد، آبش از زاینده رود و قنات تأمین می‌شودمحصولاتش عبارتند از غلات ، برنج ، پنبه ، تریاک و شغل اهالی آن زراعت و صنایع دستی زنان کرباس بافی است . دارای راه‌های فرعی است . (فرهنگ جغرافیائی ایران ج 10).